# Susana Malón Giménez
Susana Malón Giménez (Gallur, Zaragoza, 10 de junio de 1975) es una física, astrónoma y divulgadora científica española especializada en el campo de la contaminación lumínica.

## Biografía
Licenciada en Ciencias Físicas por la Universidad de Zaragoza en el año 1999, obtuvo en el año 2001 el Máster en Ingeniería del Medio Ambiente por el Centro Politécnico Superior de Ingenieros de Zaragoza y finalizó en el año 2014 el Máster en Astronomía y Astrofísica de la Valencia International University.

### Trayectoria profesional
Desde el año 2001 trabaja en el ámbito del alumbrado público, eficiencia energética, contaminación lumínica y protección del medio y cielo nocturno. Primero desarrolló un proyecto relacionado con la contaminación lumínica en la empresa en la que inició su carrera profesional; y en el año 2012, creó su empresa, Lumínica Ambiental, primera empresa a nivel internacional dedicada específicamente a la problemática de la contaminación lumínica en todas sus dimensiones: técnica, científica, legislativa, educativa y divulgativa.
Desarrolla proyectos de contaminación lumínica, tanto mediciones del brillo del fondo del cielo con equipos específicos en territorios y en municipios, como planes de acción para su mitigación. Ha participado en la redacción de diferentes documentos técnicos en materia de alumbrado exterior y contaminación lumínica y en la elaboración de reglamentos de alumbrado y protección del cielo nocturno así como diversos documentos divulgativos orientados a los ayuntamientos sobre prevención de la contaminación lumínica.
Ha realizado más de 75 auditorías energéticas y lumínicas de alumbrado exterior y mapas lumínicos para comprobar el nivel de iluminación y uniformidad en distintos tipos de entornos. También planes de acción y redacción de proyectos para la adecuación de instalaciones de alumbrado exterior en municipios y en zonas de máxima protección contra la contaminación lumínica. Ha llevado a cabo la certificación Starlight de 19 territorios a nivel nacional e internacional, como Reservas y Destinos Turísticos Starlight.
Forma parte del Comité Español de Iluminación, es colaboradora y auditora de la Fundación Starlight (perteneciente al Instituto de Astrofísica de Canarias y asociada a la UNESCO, a la Organización Mundial del Turismo y a la Unión Astronómica Internacional), y forma parte de Cel Fosc (Asociación contra la contaminación lumínica).

### Trayectoria divulgativa
Desarrolla el proyecto denominado ‘Cosmium, viajeros de las estrellas’, una iniciativa educativa multidisciplinar cuyo objetivo es acercar la astronomía al alumnado con un planetario 360° digital móvil, sensibilizando sobre la contaminación lumínica. En el ámbito de Álava, colabora con la Fundación Vital de forma que las actividades son gratuitas en los centros educativos del territorio foral.
Participa en foros, congresos y eventos de divulgación científica. Colabora con organizaciones y asociaciones de forma altruista para sensibilizar sobre los efectos que la falta de oscuridad tienen tanto en la salud de las personas como en la biodiversidad. Y participa en eventos para visibilizar el papel de las mujeres en la Ciencia y en las STEM.

## Premios y reconocimientos
- 2012 Primer premio del Concurso Emprendeverde convocado por la Fundación Biodiversidad, del Ministerio de Agricultura, Alimentación y Medio Ambiente, en la categoría de Nueva iniciativa empresarial, con Lumínica Ambiental.[25]
- 2012 Física de Excelencia, reconocimiento otorgado por el Colegio Oficial de Físicos, formando parte de la selecta Red de Innovación y Excelencia Profesional en Ciencias y Tecnologías Físicas.[7]
- 2012 Empresaria revelación de Álava, otorgado por la Asociación de Jóvenes Empresarios de Alava (AJEBASK).[7]
- 2013 Premio Joven empresaria, otorgado por la Asociación de Mujeres Profesionales y Empresarias de Álava (AMPEA).[26]
- 2021 Reconocimiento Starlight al Alumbrado inteligente e innovación a Lumínica Ambiental.[27][28]